# 树人乡
树人乡，是中华人民共和国黑龙江省绥化市明水县下辖的一个乡镇级行政单位。

## 行政区划
树人乡下辖以下地区：
对面城村、利金村、长发村、稻田村、树人村和双山村。